# Skinnskattebergs kommun
Skinnskattebergs kommun är en kommun i Västmanlands län. Centralort är Skinnskatteberg.
Skinnskattebergs kommun är till invånarantalet Västmanlands läns minsta kommun.
Den nordvästra delen av Skinnskattebergs kommun består av kuperad bergsslagsterräng. I sydöst övergår terrängen till slätt. Skogen, liksom träindustrin, har traditionellt utgjort basen för det lokala näringslivet. 
Sedan kommunen bildades har befolkningstrenden varit negativ, med undantag för enstaka år. Socialdemokraterna har genomgående varit största parti i kommunfullmäktige. Under mandatperioden 2022 till 2026 styrs kommunen dock av en mitten-höger-koalition ledd av Sverigedemokraterna.

## Administrativ historik
Kommunens område motsvarar Skinnskattebergs bergslag och dess socknar: Gunnilbo, Hed och Skinnskatteberg. I dessa socknar bildades vid kommunreformen 1862 landskommuner med motsvarande namn. 
Vid kommunreformen 1952 sammanlades de tre kommunerna i Skinnskattebergs landskommun.
Skinnskattebergs kommun bildades vid kommunreformen 1971 genom en ombildning av Skinnskattebergs landskommun.
Kommunen ingick från bildandet till 2001 i Köpings domsaga och kommunen ingår sedan 2001 i Västmanlands domsaga.
Kommunen ingår sedan 2011 i Förvaltningsområdet för finska. 

## Geografi

### Topografi och hydrografi
Kuperad bergsslagsterräng utgör den nordvästra delen av Skinnskatteberg. I sydöst övergår terrängen till platt öppet landskap. Gnejsgraniter dominerar berggrunden i kommunen och malmförande vulkaniska bergarter med inslag av kalksten återfinns i nordvästra området. Den kalkrika berggrunden har gett grund till en  näringskrävande flora. Ovan berggrunden finns morän beväxt med barrskog och myrmark. Flera isälvsavlagringar, så som rullstensåsarna Köpingsåsen och Malingsboåsen, löper genom kommunen. Öppna och odlade områden finns kring  Hedströmmens sjösystem och Gunnilbo. Bland större sjöar återfinns Övre- och Nedre Vättern samt Långsvan.
Nedan presenteras andelen av den totala ytan 2020 i kommunen jämfört med riket.
|  | Bebyggelse (2,7 %) |

|  | Skog (83,6 %) |

|  | Öppen myrmark (7,3 %) |

|  | Jordbruksmark (4,2 %) |

|  | Övrig mark (2,1 %) |

|  | Bebyggelse (3,1 %) |

|  | Skog (68,0 %) |

|  | Öppen myrmark (7,2 %) |

|  | Jordbruksmark (7,4 %) |

|  | Övrig mark (14,3 %) |

### Naturskydd
År 2022 fanns 20 naturreservat i kommunen. Flera reservat är knutna till Hedströmmen, vilken är hem för den hotade flodpärlmusslan. Exempel på sådana reservat är Baggå och Hedströmmen. Klockarbo är belägen vid Hedströmmens dalgång. Andra reservat är Vargberget med gammal skog, gransumpskog och myrar och Lappland som inkluderar "orörd vildmark med vidsträckta myrar och gles tallskog".

### Administrativ indelning
Fram till 2016 var kommunen för befolkningsrapportering indelad i ett enda område, Skinnskatteberg med Hed och Gunnilbo församling.

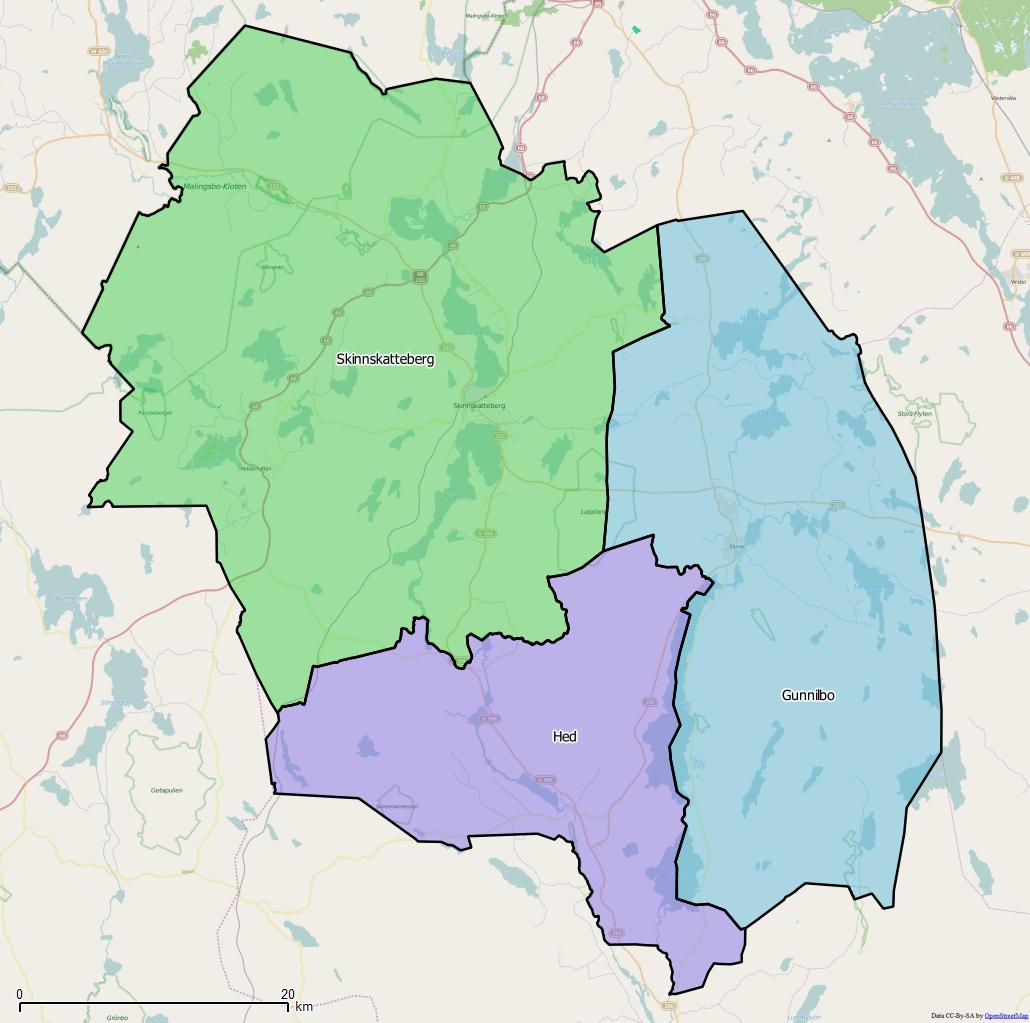
Distrikt (socknar) inom Skinnskattebergs kommun

Från 2016 indelas kommunen i tre distrikt, vilka motsvarar de tidigare socknarna – Gunnilbo, Hed och Skinnskatteberg.

### Tätorter
Vid tätortsavgränsningen av Statistiska centralbyrån den 31 december 2015 fanns det två tätorter i Skinnskattebergs kommun. 
| Nr | Tätort          | Folkmängd |
| -- | --------------- | --------- |
| 1  | Skinnskatteberg | 2 383     |
| 2  | Riddarhyttan    | 321       |

Centralorten är i fet stil.

## Styre och politik

### Styre
Efter valet 2010 tog de rödgröna makten i kommunen.
Mandatperioden 2014 till 2018 fortsatte  kommunen styras av de rödgröna med 15 mandat mot Alliansens 14 och Sverigedemokraternas två mandat. Efter valet 2018 blev det ett svårt politisk läge. Inledningsvis ingicks ett majoritetssamarbete mellan Centerpartiet, Socialdemokraterna och Vänsterpartiet. Men bara någon vecka senare valde Centerpartiet att kliva av samarbetet. Liberalerna och Moderaterna ställde då krav på Socialdemokraterna att utesluta Vänsterpartiet från samarbetet för att partierna skulle släppa fram ett socialdemokratiskt styre. Således styrde Socialdemokraterna i minoritet under mandatperioden 2018 till 2022.
Efter valet 2022 bildade Sverigedemokraterna, Liberalerna och Centerpartiet ett minoritetsstyre.

### Kommunfullmäktige

#### Presidium
| Presidium 2022–2026    | Presidium 2022–2026 | Presidium 2022–2026    |
| ---------------------- | ------------------- | ---------------------- |
| Ordförande             | L                   | Lennart Lidquist       |
| Förste vice ordförande | L                   | Elisabeth Åberg        |
| Andre vice ordförande  | S                   | Ann-Christin Andersson |

#### Mandatfördelning 1970–2022
| 2 | 25 | 7 | 3 | 2 |

| 35 |

| 2 | 25 | 7 | 2 | 3 |

| 33 | 6 |

| 2 | 22 | 4 | 7 |  | 3 |

| 30 | 9 |

| 2 | 22 | 4 | 7 |  | 3 |

| 26 | 13 |

| 2 | 24 | 3 | 6 | 4 |

| 25 | 14 |

| 2 | 25 | 5 | 2 | 5 |

| 25 | 14 |

| 2 | 25 |  | 5 | 2 | 4 |

| 22 | 17 |

| 2 | 22 |  | 5 | 2 | 2 | 5 |

| 23 | 16 |

| 3 | 23 | 2 | 4 |  | 2 | 4 |

| 22 | 17 |

| 4 | 15 | 2 | 3 |  | 2 | 4 |

| 16 | 15 |

| 4 | 16 |  | 3 | 2 | 2 | 3 |

| 15 | 16 |

| 3 | 12 | 4 | 4 | 4 |  | 3 |

| 16 | 15 |

| 2 | 12 | 2 |  | 2 | 10 | 2 |

| 14 | 17 |

| 2 | 12 |  | 2 | 2 | 10 | 2 |

| 15 | 16 |

| 2 | 12 | 6 | 2 | 7 | 2 |

| 15 | 16 |

| 2 | 9 | 6 |  | 5 | 2 |

| 16 | 9 |

### Nämnder

#### Kommunstyrelse
| Presidium 2022–2026    | Presidium 2022–2026 | Presidium 2022–2026  |
| ---------------------- | ------------------- | -------------------- |
| Ordförande             | SD                  | Ewa Olsson Bergstedt |
| Förste vice ordförande | SD                  | Jonny Emtin          |
| Andre vice ordförande  | S                   | Lena Lovén Rolén     |

#### Övriga nämnder
| Nämnd                      | Ordförande | Ordförande      | Vice ordförande | Vice ordförande |
| -------------------------- | ---------- | --------------- | --------------- | --------------- |
| Miljö- och byggnadsnämnden | SD         | Eric Zillén     | SD              | Kent Lignell    |
| Socialnämnden              | L          | Elisabeth Åberg | L               | Vanja Leneklint |

## Ekonomi och infrastruktur

### Näringsliv
Den malmförande berggrunden gav upphov till järnhantering, men numera återstår endast välbevarade bruksmiljöer som vittnar om  järnhanteringens storhetstid. Traditionellt är det skogen och träindustrin som utgjort basen för det lokala näringslivet. Bland de större företagen utom skogsnäringen återfinns tillverkningsindustrin Systemair.

### Infrastruktur

#### Transporter
Genom östra delen av kommunen går Riksväg 68 från söder till norr medan Länsväg 233 löper in i kommunen från öster och passerar centralorten innan den viker av mot nordväst. Kommunen genomkorsas även av järnvägen Frövi–Avesta Krylbo.

## Befolkning

### Demografi

#### Befolkningsutveckling
Kommunen har 4 256 invånare (31 december 2024), vilket placerar den på 278:e plats avseende folkmängd bland Sveriges kommuner.
| Befolkningsutvecklingen i Skinnskattebergs kommun 1970–2020 | Befolkningsutvecklingen i Skinnskattebergs kommun 1970–2020 | Befolkningsutvecklingen i Skinnskattebergs kommun 1970–2020 | Befolkningsutvecklingen i Skinnskattebergs kommun 1970–2020 | Befolkningsutvecklingen i Skinnskattebergs kommun 1970–2020 |
| ----------------------------------------------------------- | ----------------------------------------------------------- | ----------------------------------------------------------- | ----------------------------------------------------------- | ----------------------------------------------------------- |
|                                                             |                                                             |                                                             |                                                             |                                                             |
| År                                                          |                                                             |                                                             | Folkmängd                                                   |                                                             |
| 1970                                                        | 1970                                                        |                                                             | 5 480                                                       |                                                             |
| 1975                                                        | 1975                                                        |                                                             | 5 383                                                       |                                                             |
| 1980                                                        | 1980                                                        |                                                             | 5 346                                                       |                                                             |
| 1985                                                        | 1985                                                        |                                                             | 5 271                                                       |                                                             |
| 1990                                                        | 1990                                                        |                                                             | 5 343                                                       |                                                             |
| 1995                                                        | 1995                                                        |                                                             | 5 262                                                       |                                                             |
| 2000                                                        | 2000                                                        |                                                             | 4 855                                                       |                                                             |
| 2005                                                        | 2005                                                        |                                                             | 4 761                                                       |                                                             |
| 2010                                                        | 2010                                                        |                                                             | 4 445                                                       |                                                             |
| 2015                                                        | 2015                                                        |                                                             | 4 472                                                       |                                                             |
| 2020                                                        | 2020                                                        |                                                             | 4 366                                                       |                                                             |

## Kultur

### Museum
I kommunen finns Ekomuseum Bergslagen, ett friluftsmuseum som är 20 mil långt från norr till söder. Området inkluderar 68 besöksobjekt varav 14 finns i Skinnskattebergs kommun. Däribland Ebba Brahes lusthus som hörde till Bockhammars Bruk, Karmansbo bruksmiljö, Bastnäs gruvfält och Röda Jorden.
I kommunen finns också Galleri Astley i Uttersberg som både är museum och galleri.

### Kulturarv

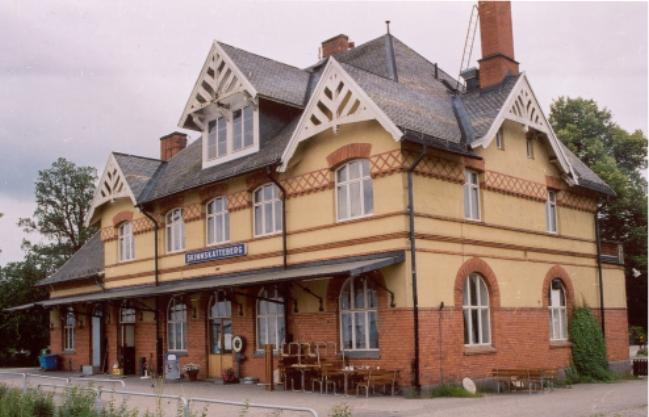
Skinnskattebergs stationshus.

År 2022 fanns 176 fornlämningar registrerade hos Riksantikvarieämbetet som var knutna till Skinnskattebergs kommun. Det fanns också sex byggnadsminnen, däribland Skinnskattebergs stationshus, Karmansbo smedja och Skinnskattebergs herrgård.

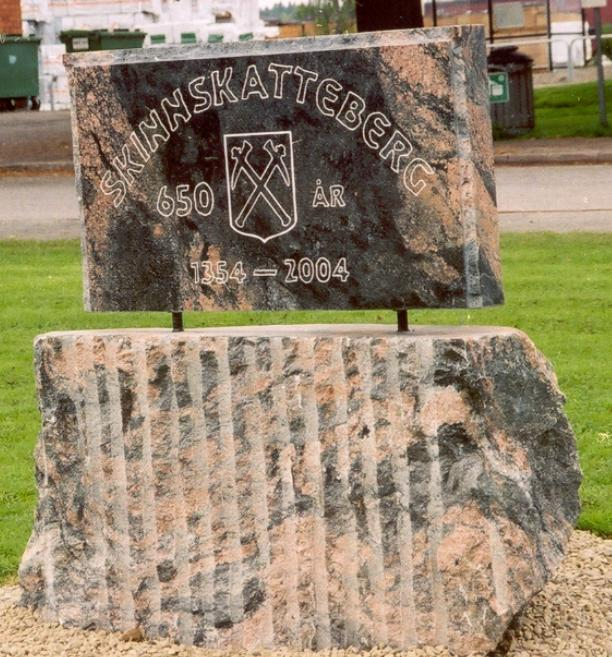
Skinnskatteberg fyller 650 år.

År 2004 firade Skinnskattebergs kommun 650 år, med hänvisning till att "Källorna går ju tillbaka till 1354". Detta gav upphov till ett senare kulturarv, Minnesstenen.

### Kommunvapen
Blasonering: I fält av silver två korslagda, med nackarna mot varandra vända, röda bergjärn med stoppsprintar på skaften.
En liknande bild med två verktyg ingick i Skinnskattebergs bergslags sigill från 1633. När vapnet skapades i slutet av 1940-talet modifierade man bilden något och specificerade verktygen som två bergjärn, detta för att minska likheten med till exempel Salas vapen. Vapnet fastställdes 1950 och registrerades enligt det nyare regelverket 1974.